# Onofre Quinan
Onofre Quinan (Vianópolis, 29 de outubro de 1926 — Brasília, 14 de janeiro de 1998) foi um político e empresário brasileiro. Foi governador de Goiás de 13 de fevereiro de 1986 a 15 de março de 1987 e senador de 1 de fevereiro de 1991 a 14 de janeiro de 1998.
Onofre Quinan nasceu em Vianópolis (GO), no dia 29 de outubro de 1926, filho de Antônio José e de Jandira Bretas. Em 1950, fundou e tornou-se diretor comercial da firma Quinan & Cia. Ltda., voltada para o comércio varejista de ferragens e ferramentas para agricultura. Introdutor do gás de cozinha em Goiás, em 1956 criou a Onogás S.A., empresa responsável pelo engarrafamento e distribuição do produto no estado. Em 1972, com a incorporação da Quinan pela Onogás, nasceu a Onogás S.A. Comércio e Indústria, estabelecimento do qual passou a ser diretor-presidente.
Em 1974, com quase 50 anos, matriculou-se num curso supletivo de primeiro e segundo graus em Goiânia, formando-se no ano seguinte. Iniciou sua carreira política em novembro de 1982, ao eleger-se vice-governador de Goiás na chapa do Partido do Movimento Democrático Brasileiro (PMDB), encabeçada por Iris Rezende. Empossado em março seguinte, assumiu a chefia do Executivo estadual em fevereiro de 1986, quando Iris se licenciou do cargo para ocupar o Ministério da Agricultura no governo de José Sarney.
Antes mesmo do término do mandato, no entanto, Onofre Quinan anunciou sua intenção de concorrer ao Senado no pleito de novembro de 1986. Se esta intenção se concretizasse, assumiria o governo do estado em seu lugar o presidente da Assembleia Legislativa, Eurico Barbosa, do PMDB. Em função das fortes pressões que sofreu de Iris e de seu candidato à sucessão estadual, o peemedebista Henrique Santillo — vencedor na disputa com Mauro Borges, seu amigo pessoal, e que acabou candidatando-se à vaga pelo Partido Democrata Cristão (PDC) —, Quinan resolveu reconsiderar, permanecendo no governo goiano até o final do mandato, em março de 1987. Nessa época, a Onogás S.A. já era a maior distribuidora de gás da Região Centro-Oeste e uma das principais revendedoras de eletrodomésticos do Planalto Central.
Eleito senador por Goiás pelo PMDB em outubro de 1990, tomou posse em fevereiro seguinte e integrou como titular diversas comissões, dentre as quais as de Assuntos Econômicos e de Infraestrutura, Assuntos Sociais, Serviços de Infraestrutura e de Fiscalização e Controle do Senado.
Durante o ano de 1991, as denúncias de irregularidades no governo do presidente Fernando Collor de Mello (1990-1992) intensificaram-se, atingindo o auge em maio de 1992, quando a revista Veja publicou uma entrevista em que Pedro Collor, irmão do presidente, denunciava a existência de um esquema de corrupção no governo sob o comando de Paulo César Farias, o PC Farias, ex-tesoureiro da campanha presidencial. Essa denúncia levou o Congresso a instalar uma comissão parlamentar de inquérito (CPI), cujas conclusões levaram ao envolvimento do presidente e à solicitação do seu afastamento. Em 29 de setembro de 1992, a Câmara dos Deputados aprovou a abertura do processo de impeachment do presidente Collor, que foi afastado da presidência em outubro. Em 28 de dezembro de 1992 o processo foi votado no Senado, e Onofre Quinan manifestou-se a favor do afastamento definitivo do presidente Collor, que havia renunciado ao mandato horas antes.
Nas votações das emendas constitucionais propostas pelo governo Fernando Henrique Cardoso em 1995, pronunciou-se a favor da quebra do monopólio dos estados na distribuição de gás canalizado e da quebra do monopólio estatal das telecomunicações e das embarcações nacionais na navegação de cabotagem. Votou contra o fim do monopólio da Petrobras na exploração de petróleo, a mudança no conceito de empresa nacional, e faltou à votação sobre a prorrogação do Fundo Social de Emergência (FSE), rebatizado de Fundo de Estabilização Fiscal (FEF), que permitia que o governo gastasse 20% da arrecadação de impostos sem que estas verbas ficassem obrigatoriamente vinculadas aos setores de saúde e educação.
Afastado do Senado para tratamento de saúde, não votou a emenda da reeleição para presidente da República, governadores e prefeitos, nem a reforma administrativa. Paralelamente às atividades políticas e empresariais, Onofre Quinan exerceu diversas atribuições em Anápolis (GO), tendo sido diretor da Associação Comercial, secretário e presidente do Rotary Club e sócio-fundador do Clube dos Diretores Lojistas e do aeroclube da cidade.
Faleceu em Brasília no dia 14 de janeiro de 1998, em pleno exercício do mandato. Sua vaga no Senado foi ocupada pelo suplente José Saad. Era casado com Lídia Araújo Quinan, eleita deputada federal pelo PMDB goiano em 1994 e reeleita em 1998, com quem teve quatro filhos.